# Савйон Лібрехт
Савйон Лібрехт (івр. סביון ליברכט; нар. 13 січня 1948, Мюнхен, Американська зона окупації Німеччини) — ізраїльська письменниця та сценаристка.

## Життєпис
Сабіна Сосновські народилась 13 січня 1948 року в Мюнхені. У 1950 разом з батьками репатріювалась до Ізраїлю.  Після служби у Цагалі продовжила освіту у Лондоні, та змінила ім'я на Савйон. Пізніше вивчала літературу та філософію в Тель-Авівському університеті та працювала журналістом у журналі «Ет». 
Перша збірка оповідань «Яблука з пустелі» вийшла в 1986 році була високо оцінена критиками. Лібрехт опублікувала два романи та сім збірок оповідань. Авторка сценаріїв до телефільмів «Синонім» (1989), «Багнети та орхідеї» (1991), «Асистент Бога» (1992).
Розлучена, мати двох дітей.

## Відзнаки
Чотирикратна лауреатка премії «Офір» у номінації «Драматург року» за п'єси «Я китайською з тобою говорю» (2004), «Яблука з пустелі» (2006), «Банальність кохання» (2009), «Заміжжя Рухлі» (2010) та інших числених ізраїльських та міжнародних премій. 